# Kikuchi Yōsai
Kikuchi Yōsai (菊池容斎?   1781-1878), también conocido como Kikuchi Takeyasu y Kawahara Ryōhei fue un pintor japonés, conocido por sus pinturas monocromáticas de personajes históricos de ese país.

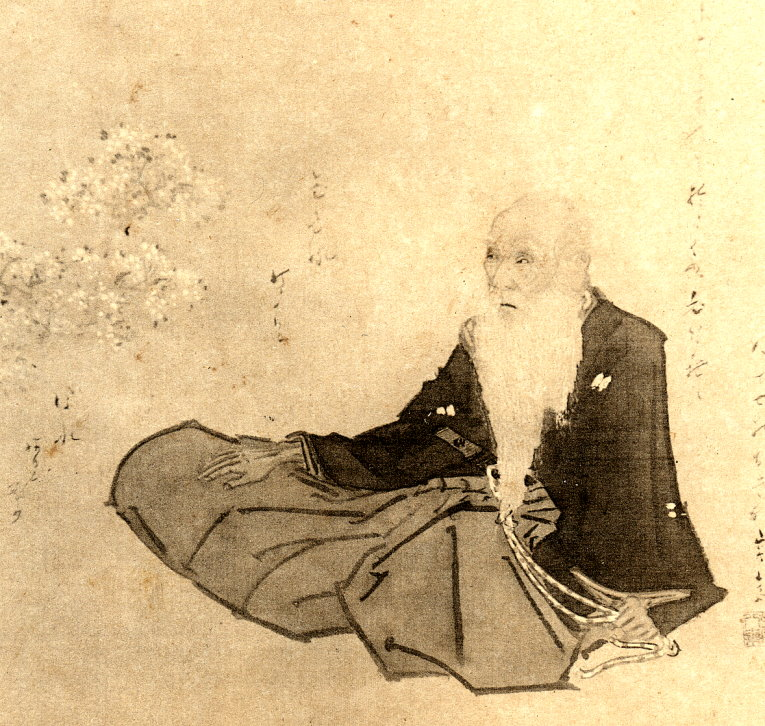
Kikuchi Yōsai, autorretrato.

Fue hijo de un samurái llamado Kawahara de Edo, pero fue adoptado por el clan Kikuchi, quienes eran antiguos vasallos hereditarios del clan Tokugawa. A la edad de dieciocho fue pupilo de Takata Enjō; pero, después de estudiar los principios de las escuelas Kanō, Shijō y Maruyama, probablemente bajo Ozui, un hijo de Maruyama Ōkyo, desarrolló un estilo independiente, teniendo cierta afinada con Tani Bunchō.
Su historia ilustrada de los héroes japoneses, el Zenken Kojitsu , es una obra destacable de su habilidad como dibujante en tinta monocromática. Su trabajo, que ilustra alrededor de 500 figuras importantes en la historia japonesa, resulta ser un recurso históricamente extensivo e inclusive arqueológico. El Zenken Kojitsu  fue originalmente impreso en una serie de diez libros impresos en xilografía, en 1878, año de su fallecimiento.

## Selección de personajes delZenken Kojitsu

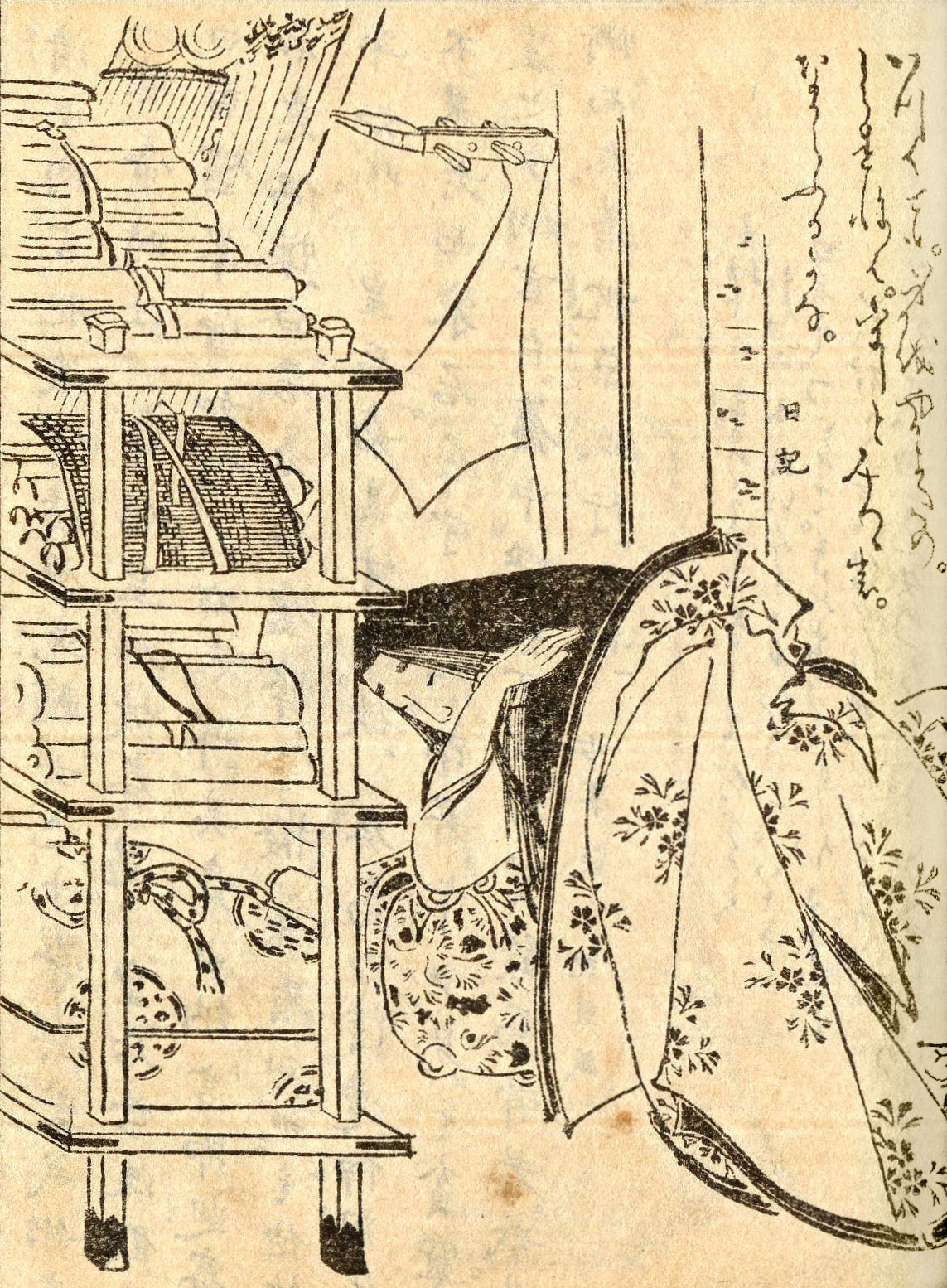
Murasaki Shikibu (978 – 1016, poetisa)
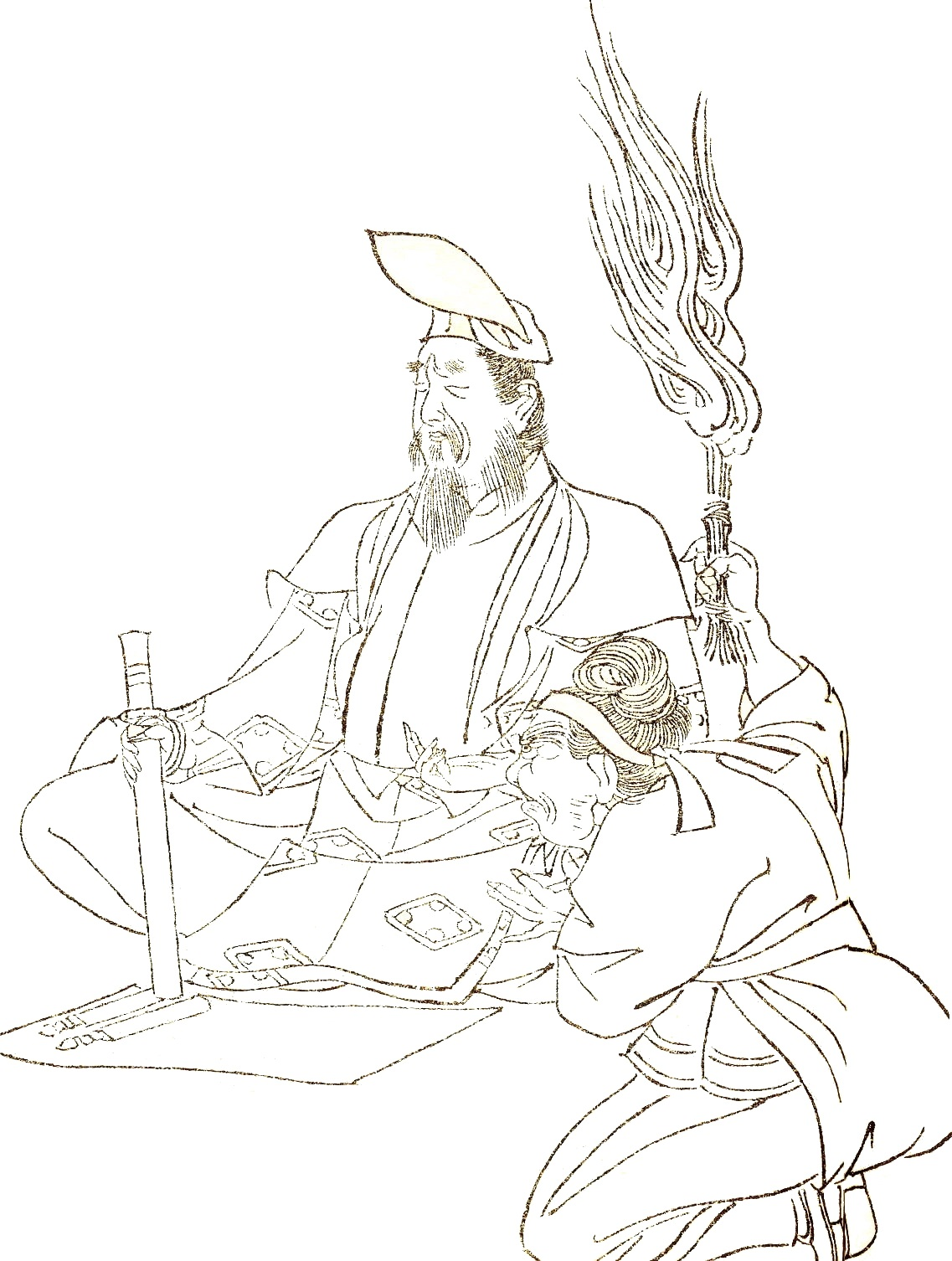
Abe no Seimei (921 – 1005, onmyōji)
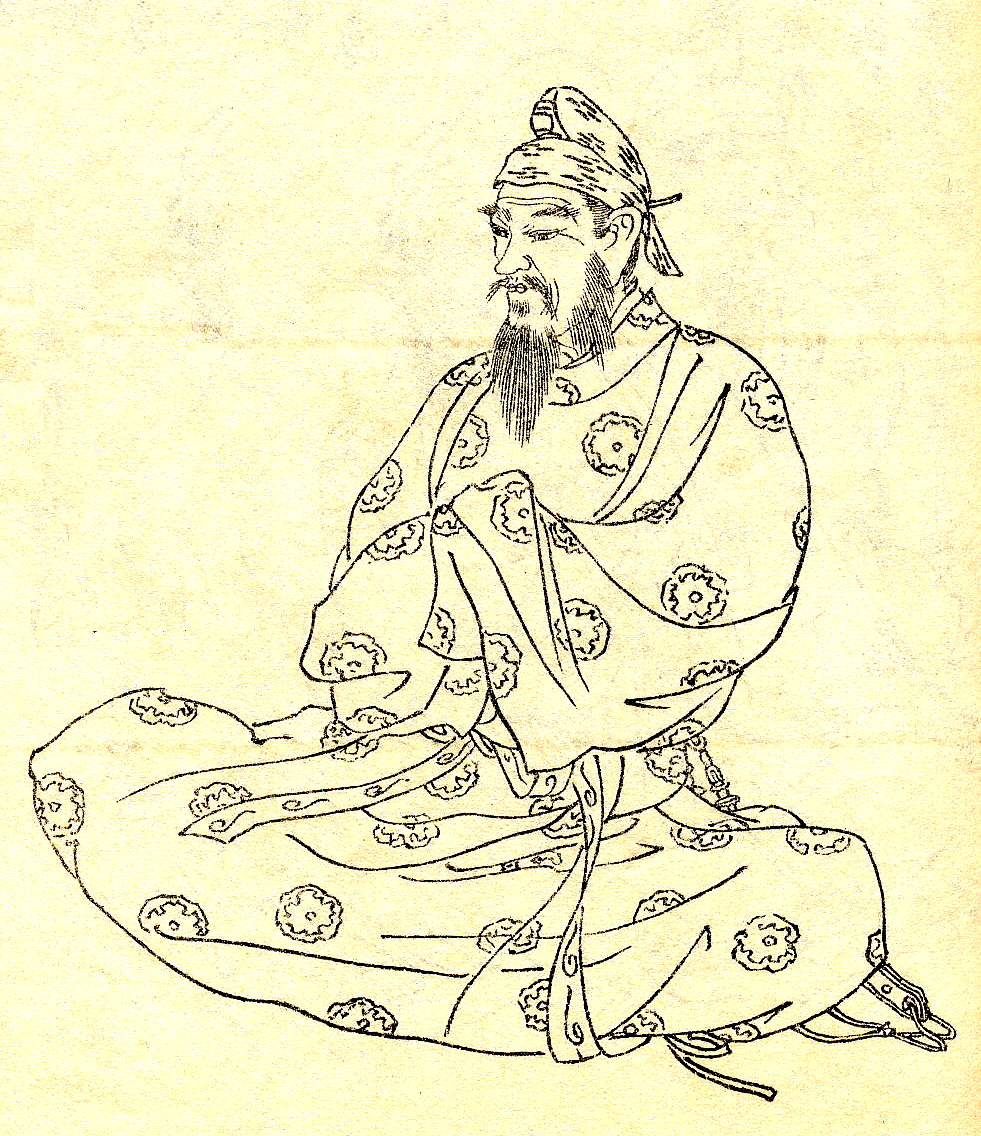
Fujiwara no Fuhito (659 – 720, cortesano)
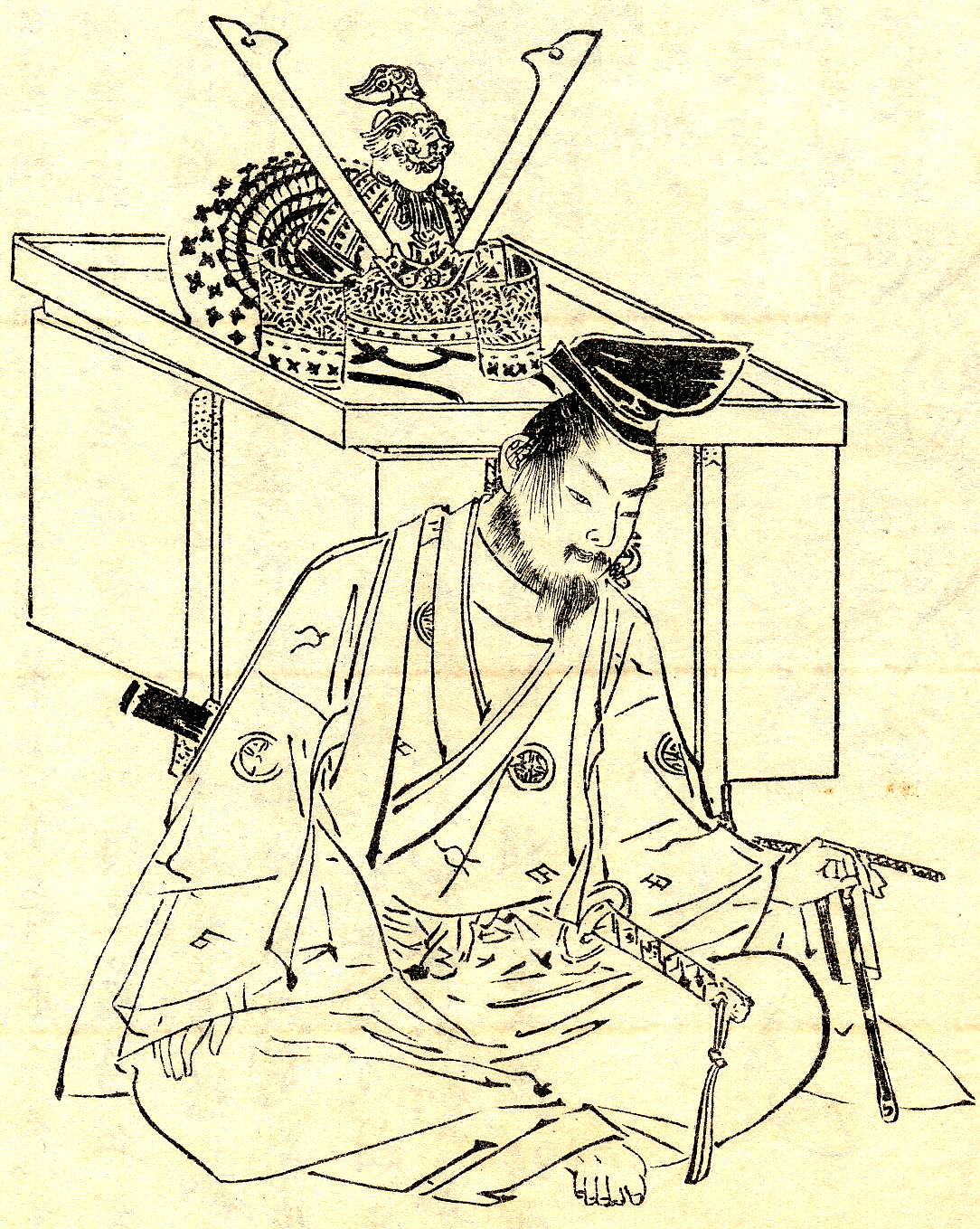
Minamoto no Yoshitsune (1159 – 1189, héroe de las Guerras Genpei)
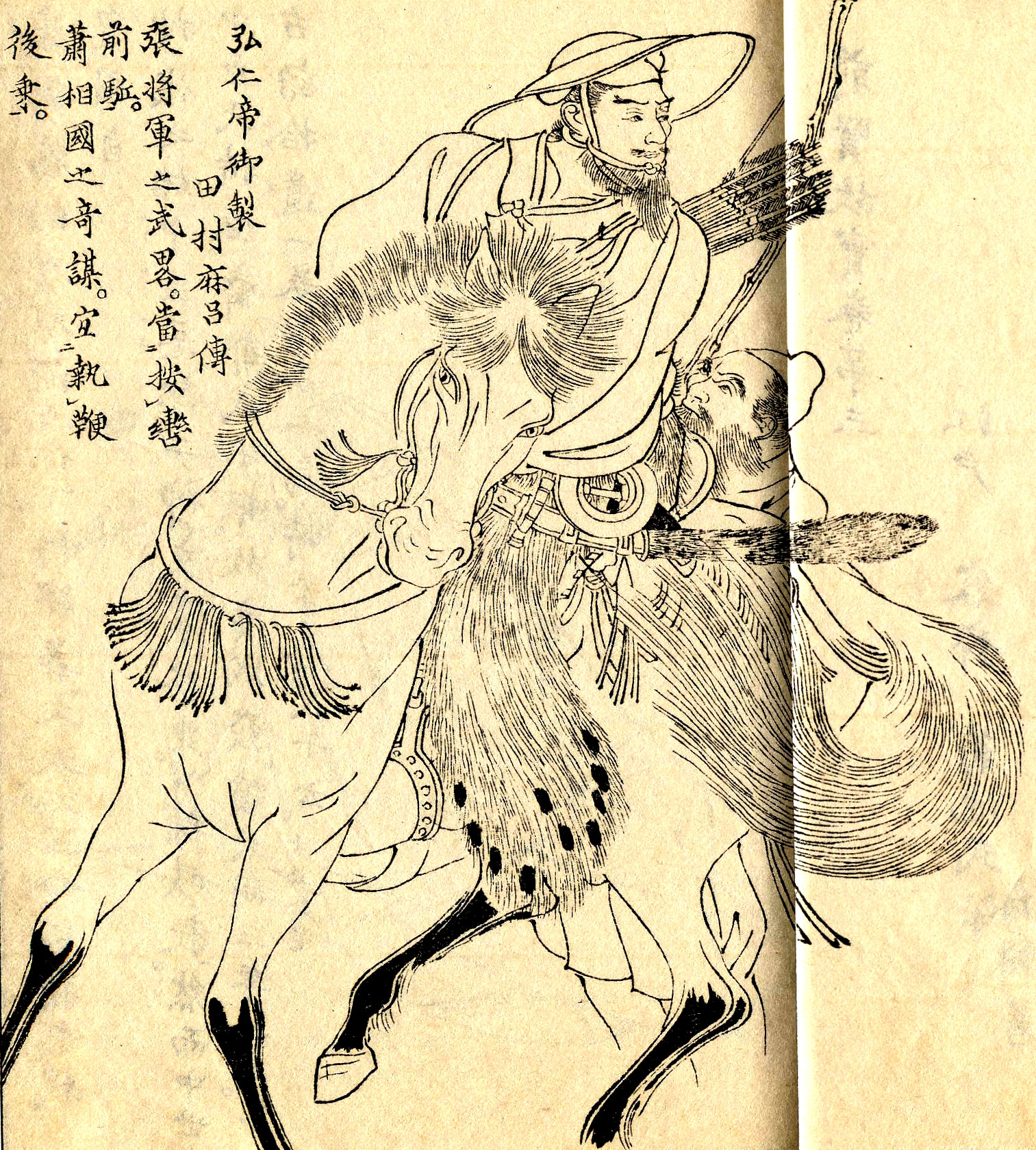
Sakanoue no Tamuramaro (758 – 811, general)
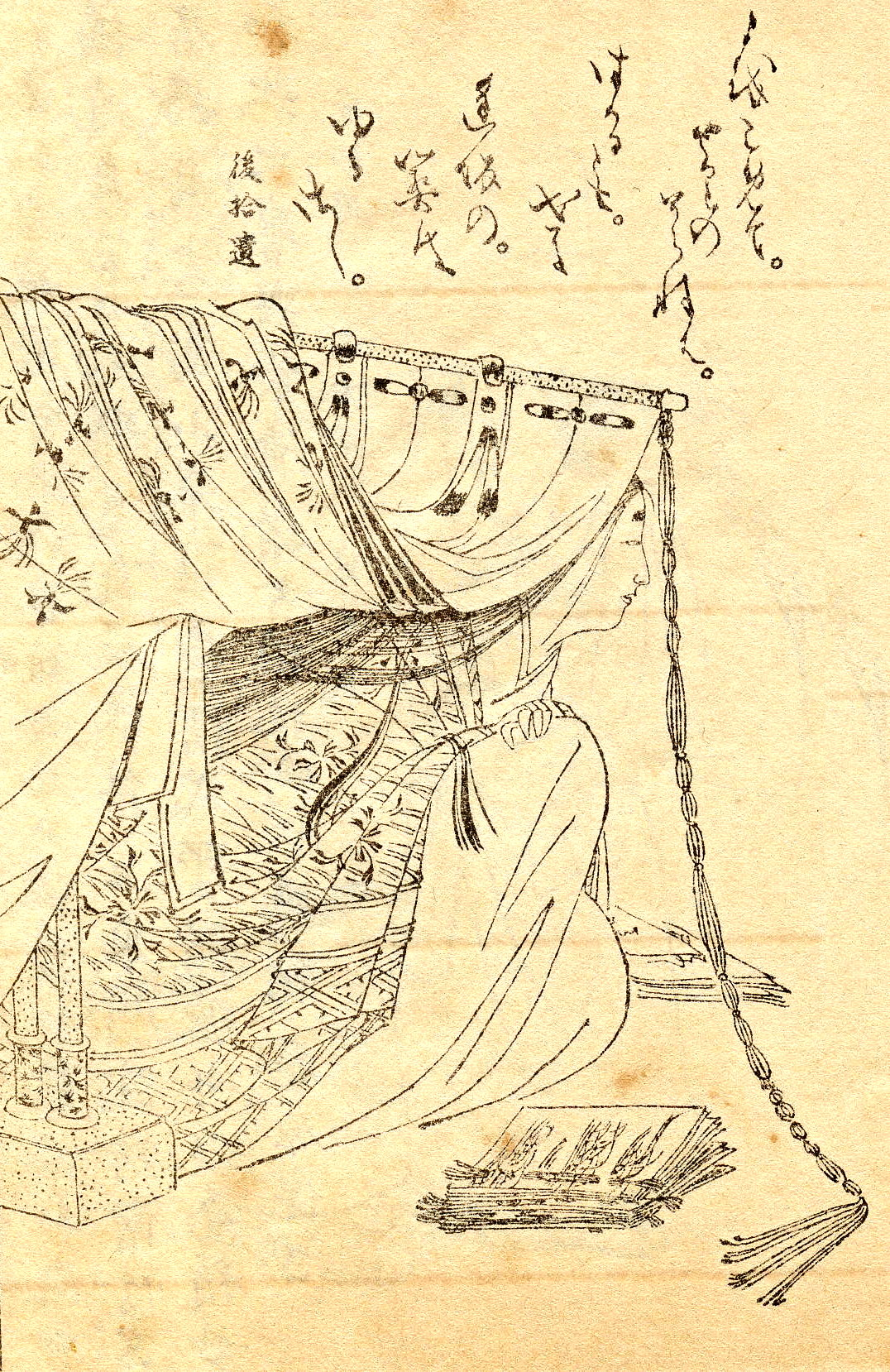
Sei Shonagon (965 – inicios del siglo XI, cortesana y poetisa)
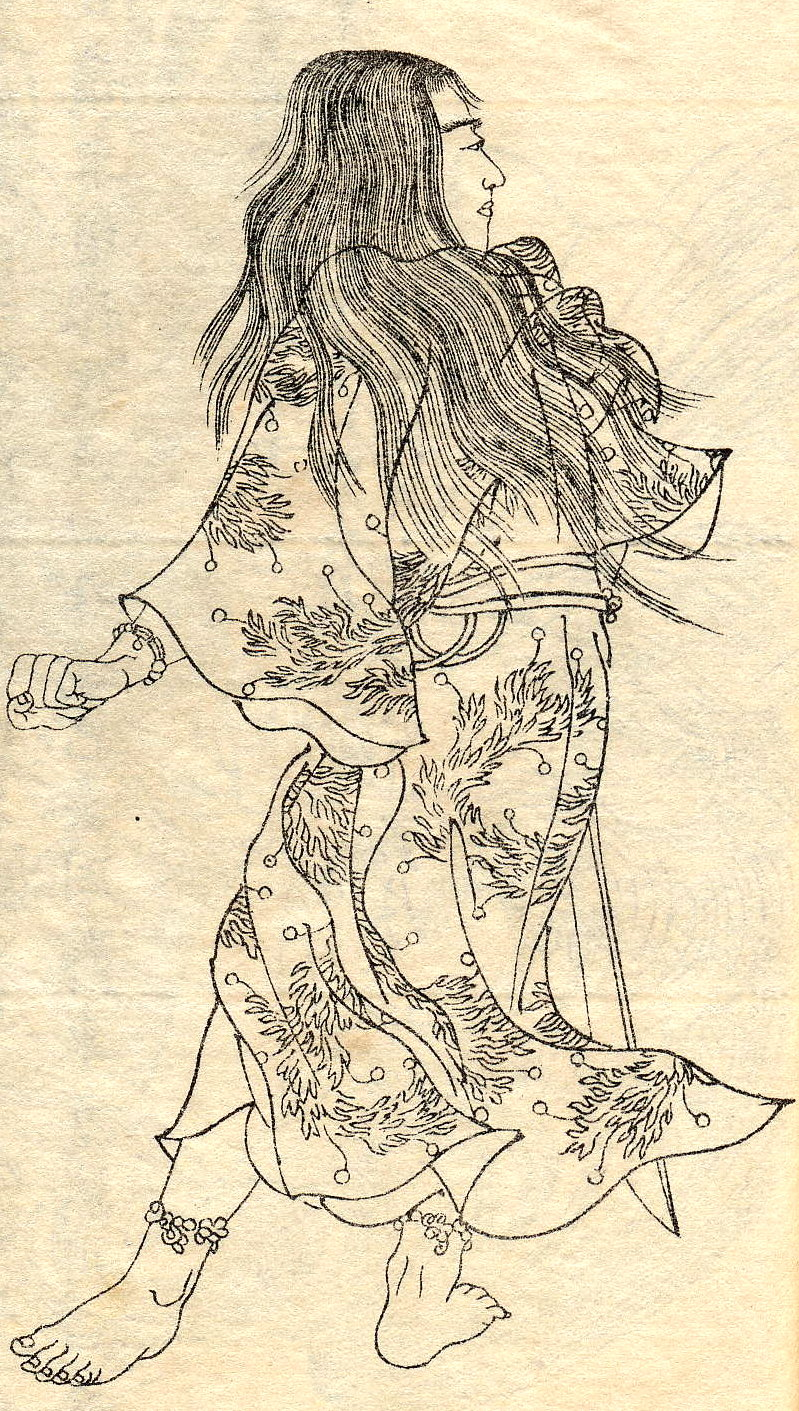
Yamatotakeru (siglo IV, príncipe legendario)
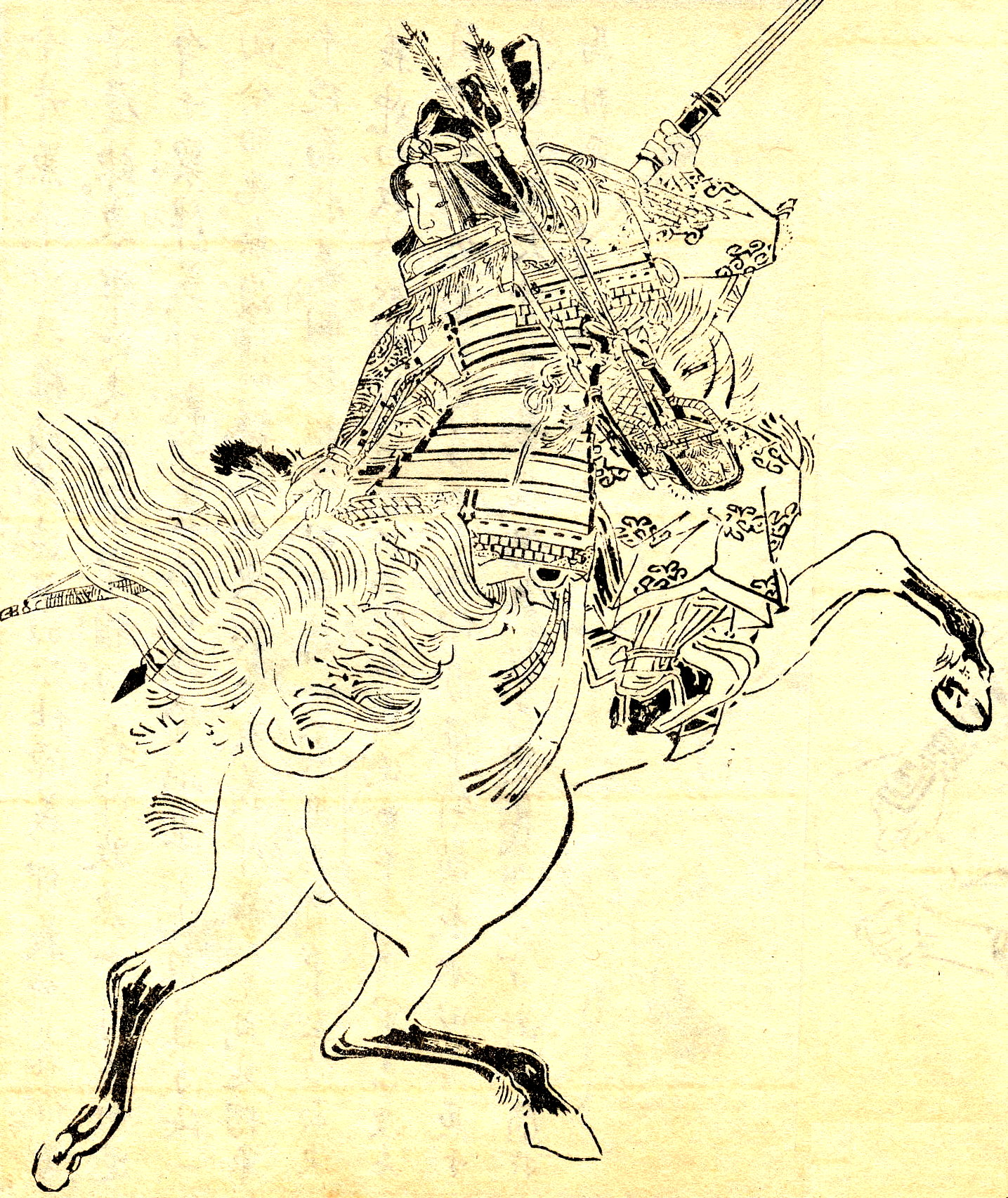
Tomoe Gozen (1161 – 1184, samurái)
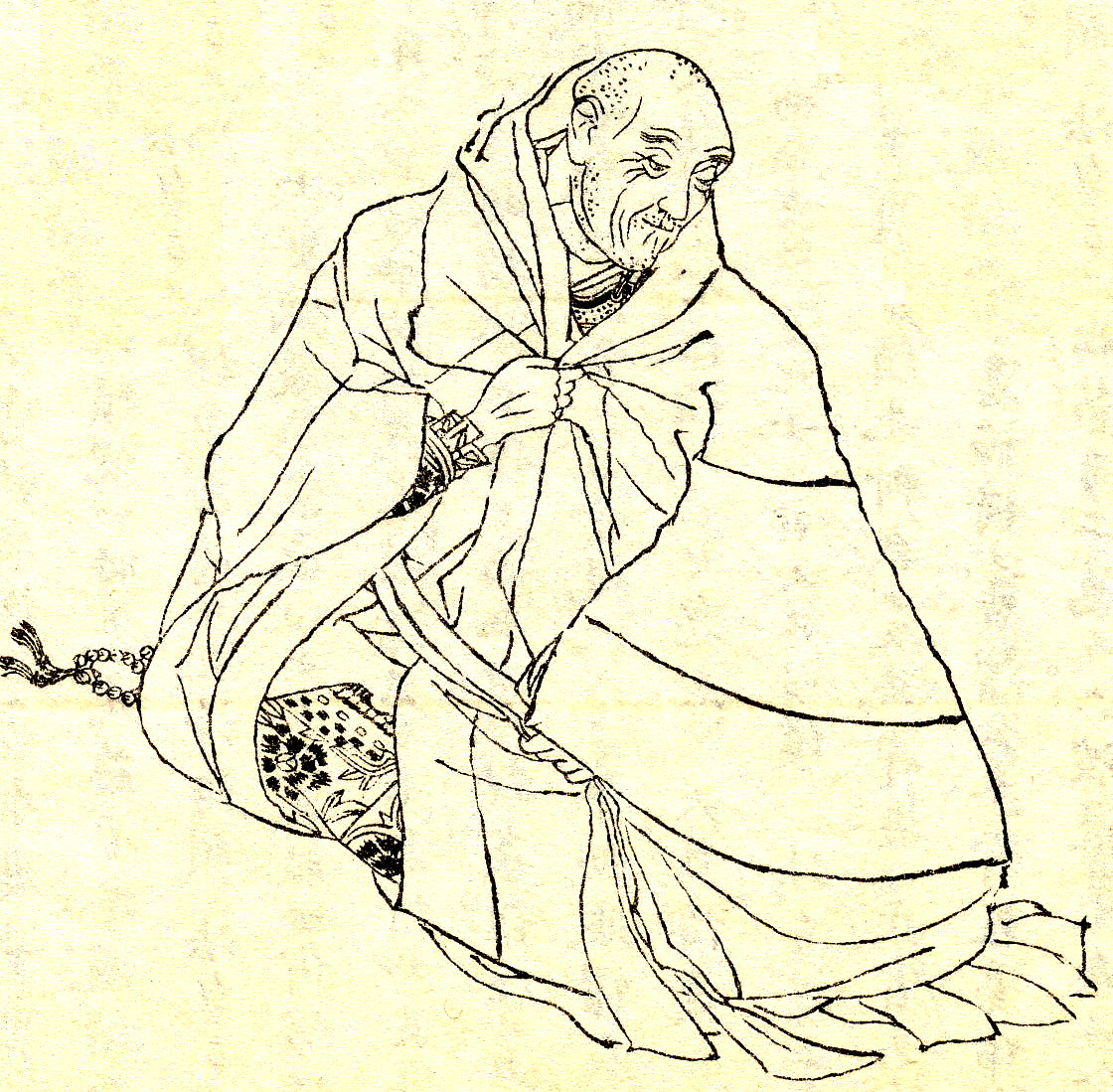
Taira no Kiyomori (1118 – 1181, samurái y gobernante de Japón)
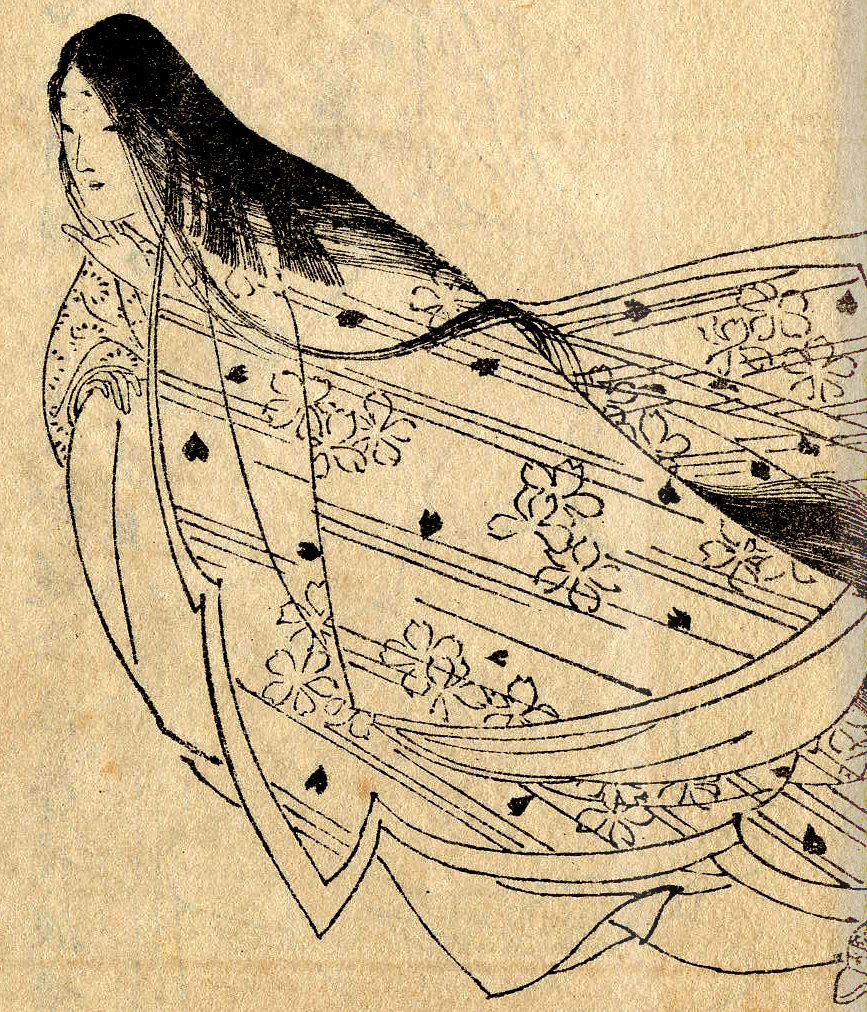
Ono no Komachi (825 – 900, poetisa)
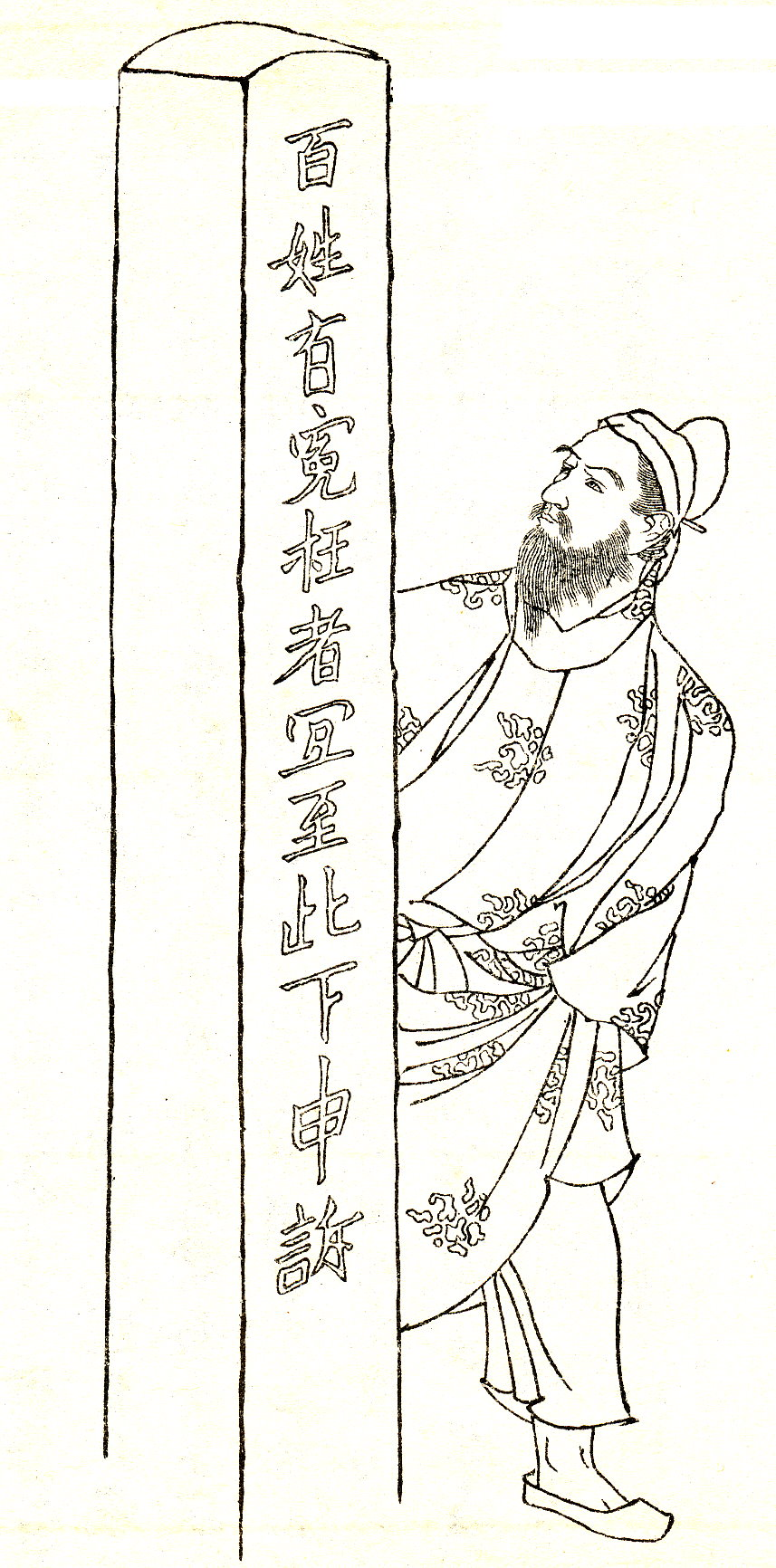
Kibi no Makibi (695 – 775, cortesano y estudioso)
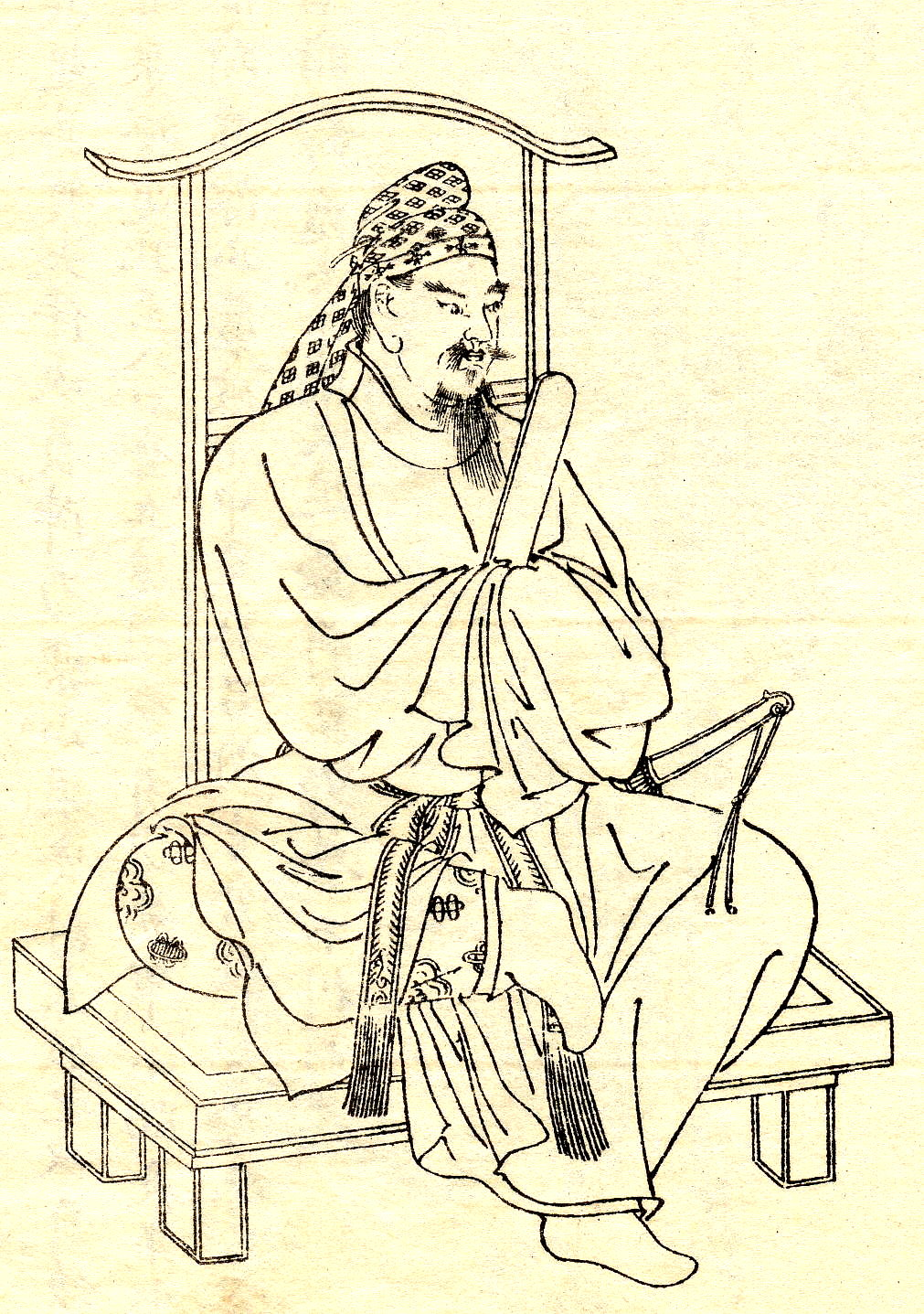
Fujiwara no Kamatari (614 – 669, cortesano y fundador del clan Fujiwara)
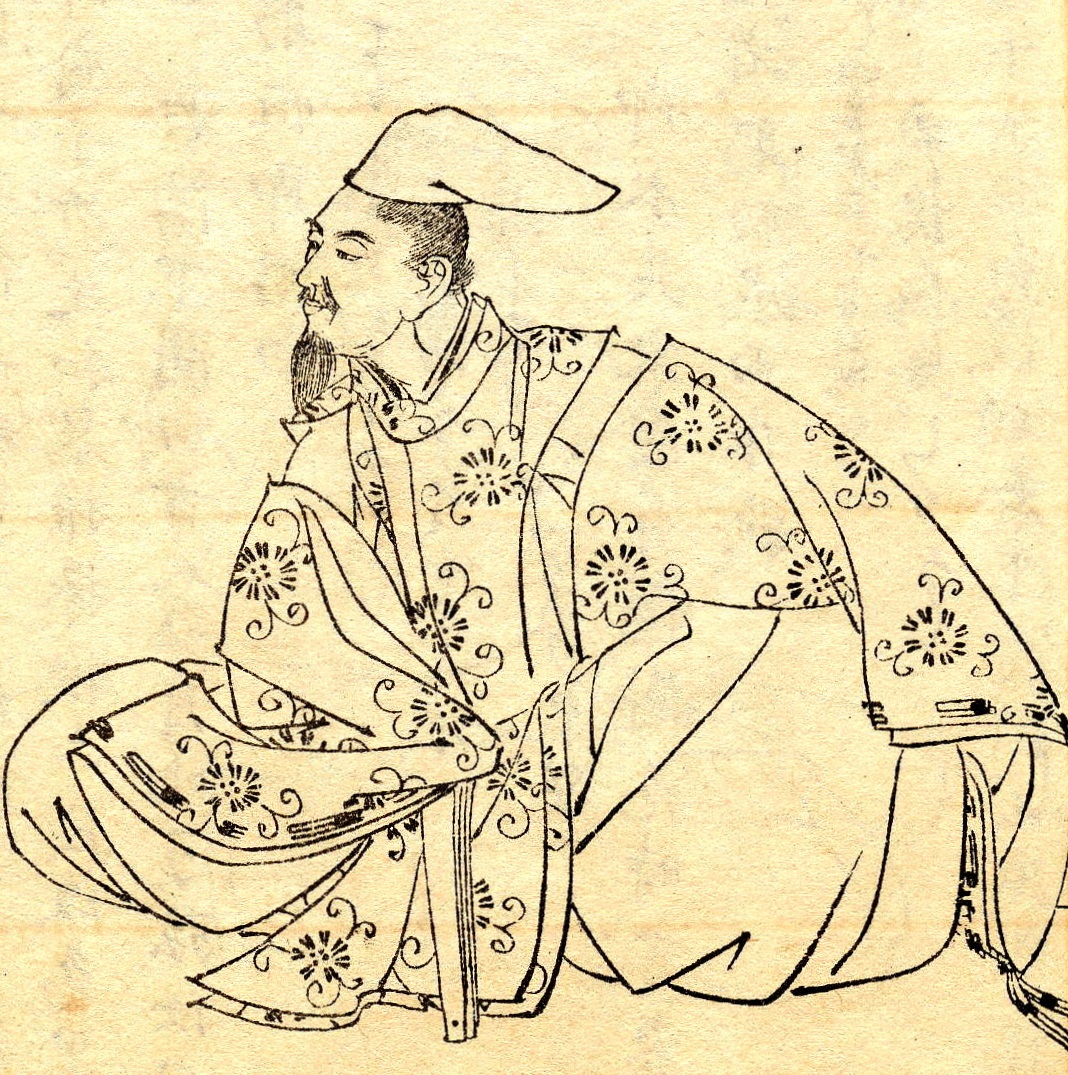
Ki no Tsurayuki (872 – 945, poeta y cortesano)
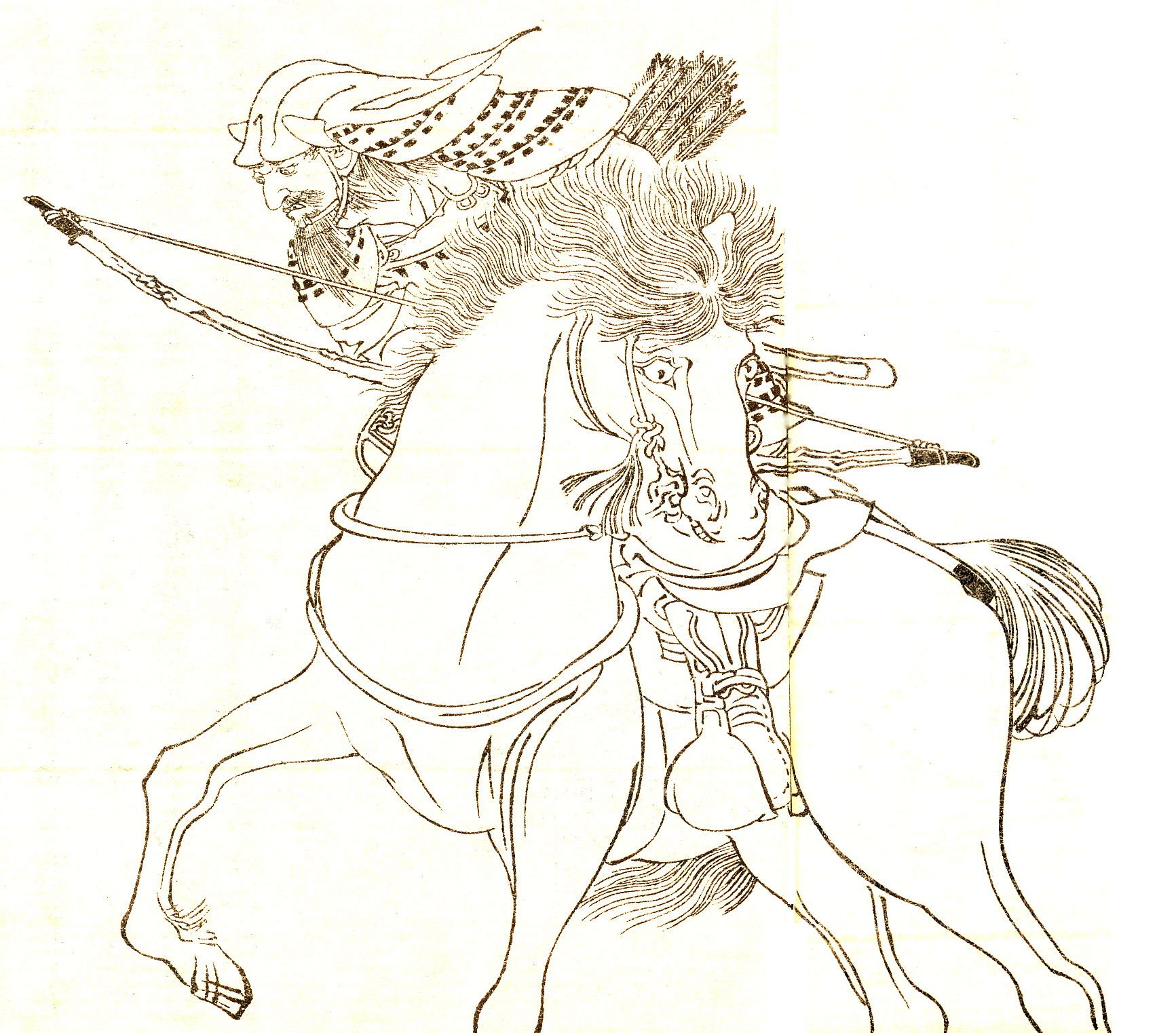
Bun'ya no Watamaro (765 - 823, guerrero)
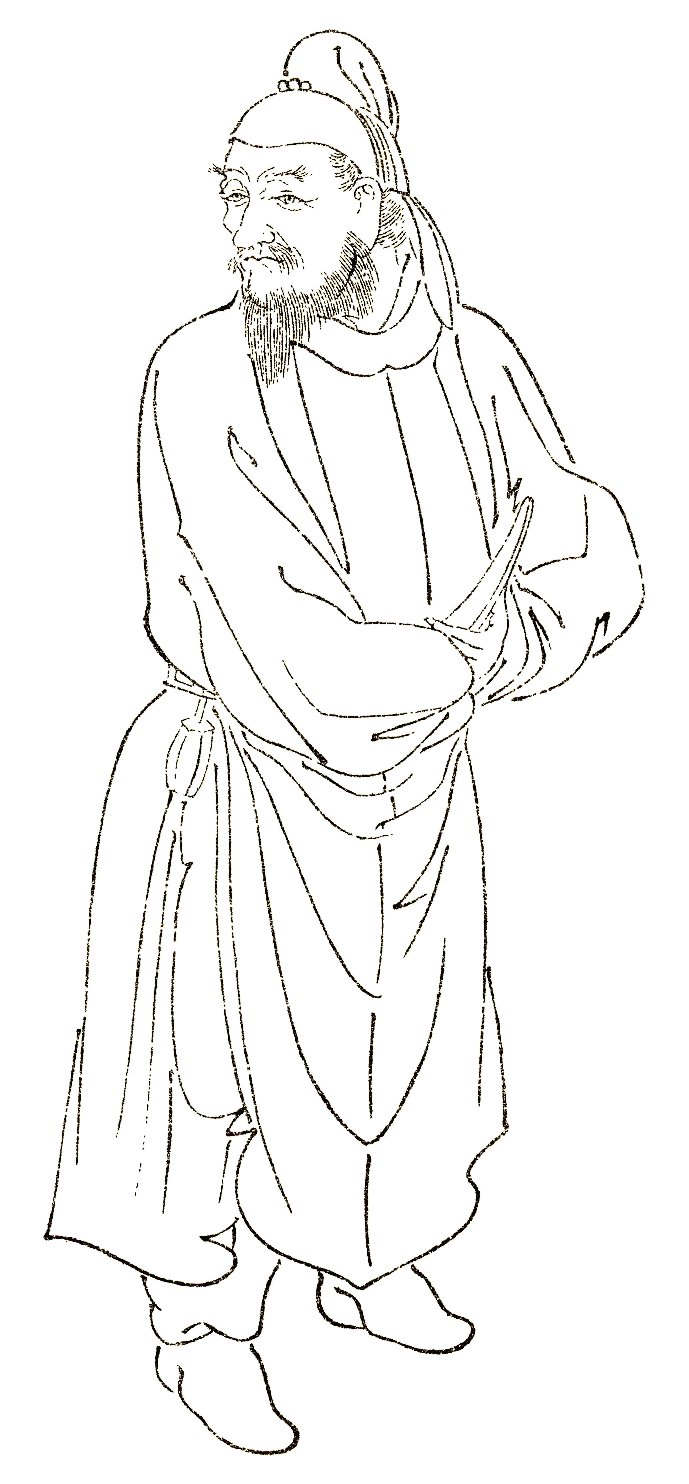
Abe no Nakamaro (698 – 770, poeta y administrador)
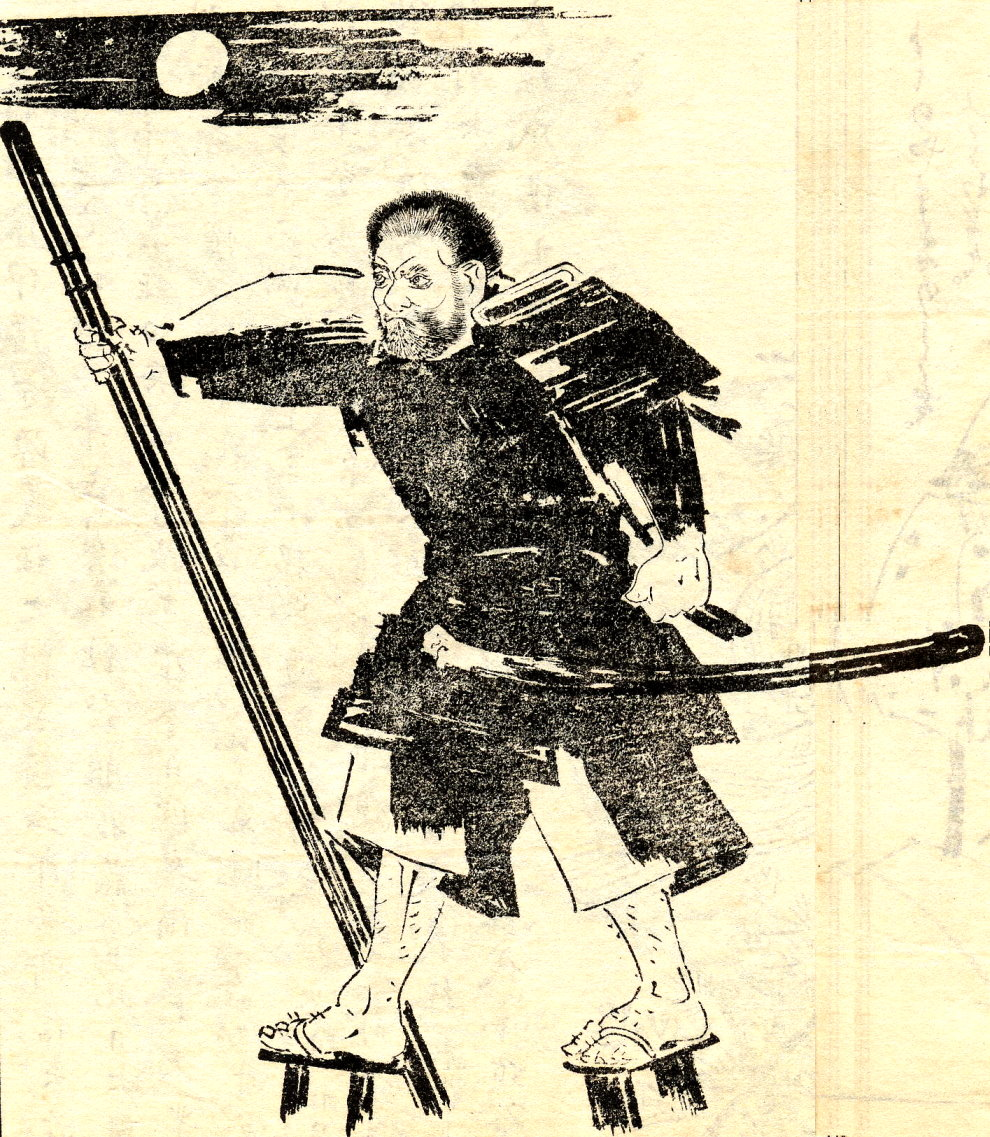
Benkei (1155 – 1189, monje guerrero)